# Force Motors
Force Motors Limited est un constructeur automobile indien, la société phare du groupe du Dr. Abhay Firodia. 
De 1958 à 2005, l'entreprise était connue sous le nom de Bajajaj Tempo Motors, car elle est née d'une coentreprise entre Bachraj Trading Ltd. et la société allemande Tempo.
L'entreprise est connue pour des marques comme Tempo, Matador, Minidor et Force Traveller. Au cours des cinq dernières décennies, elle s'est associée à des fabricants mondiaux, notamment Daimler, ZF, Bosch et MAN. Ces associations ont permis à l'entreprise de moderniser ses produits.
Force Motors est le plus grand constructeur de fourgonnettes en Inde. L'entreprise est entièrement intégrée verticalement et fabrique ses propres composants pour l'ensemble de la gamme de ses produits.
En 2016, Force Motors se classe au 327e rang parmi les entreprises indiennes.

## Histoire
La fondation de Bajajaj Tempo trouve son origine dans la société de commerce Bachraj, fondée en 1945. Bachraj a commencé à assembler des pousse-pousse, des tuk-tuk et des petits camions à trois roues Tempo (marque déposée de Daimler) en 1951, sous licence allemande.  
En 1958, les deux sociétés annoncent la création d'une coentreprise, baptisée « Bajaj Tempo Motors », dont 26 % des actions appartiennent à Tempo. 
En 1971, Tempo (Allemagne) passe dans le giron de Daimler-Benz, qui conserve une participation de 16,8 % dans Bajajaj Tempo jusqu'en 2001. En 1968, le Groupe Firodia prend une participation majoritaire dans Bajaj Tempo et en 2005, la société est rebaptisée Force Motors. Le Tempo Matador a été le premier véhicule utilitaire léger diesel en Inde. Le mot " Tempo " est maintenant générique pour tout petit transporteur de marchandises en Inde.

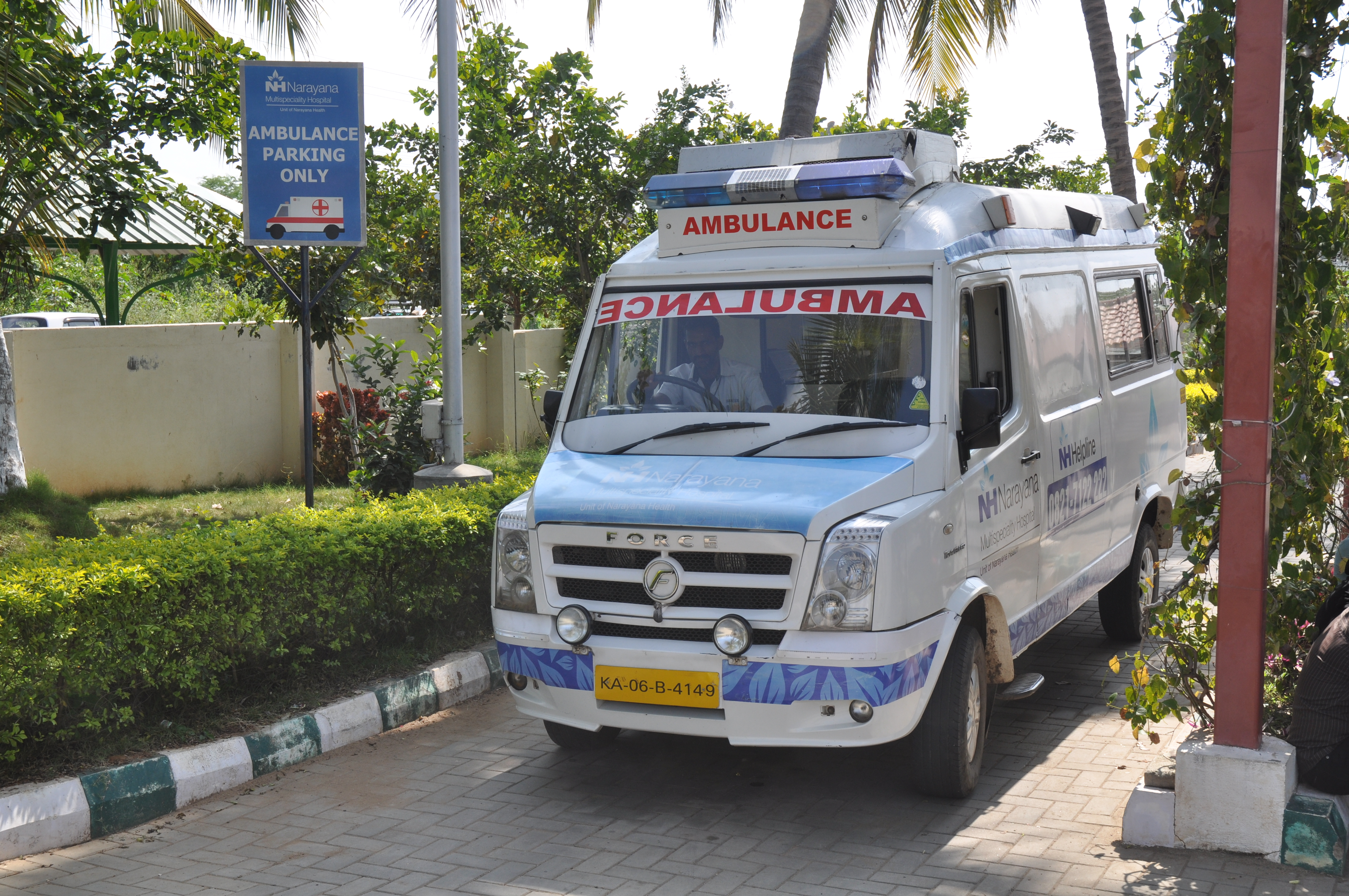
Ambulance sur la base du Force Traveller

En 1987, Force Motors construit une nouvelle usine à Pithampur dans le Madhya Pradesh, pour la production du Tempo Traveller. Cette usine a été conçue et construite selon les spécifications de Daimler-Benz.
En 1997, Daimler demande qu'il soit mis en place un site destiné à l'assemblage et aux essais des moteurs des voitures particulières Mercedes destinées à être fabriquées en Inde.
En 2003, Force Motors signe avec MAN des accords technologiques et à la demande de MAN, une coentreprise est créée pour former MAN Force Trucks Pvt Ltd et fabriquer toute la gamme de poids lourds de 16 à 49 tonnes de PTC. MAN procède au rachat de Force et MAN Trucks India est créée en tant que société distincte en 2012.
En 2012, Force Motors lance le Traveller 26, un fourgon monocoque pouvant accueillir 26 personnes, entièrement conçu en interne. Il est équipé de freins à disque sur les quatre roues et de dispositifs de sécurité comme l'ABS et l'EBD.
En 2015, l'entreprise a obtenu un contrat avec  BMW, ce qui lui a permis de construire une nouvelle usine à Chennai qui produit et teste des moteurs et des transmissions exclusivement pour toutes les voitures et SUV de BMW fabriqués en Inde et qui peut produire jusqu'à 20 000 moteurs par an.
Poursuivant une relation de 45 ans entre Force et Mercedes-Benz, une nouvelle usine a été inaugurée à Chakan, Pune en juin 2016. Dans cette installation sont assemblés et testés les moteurs de toutes les voitures et SUV de Mercedes fabriqués en Inde. La nouvelle usine a une capacité annuelle actuelle de 20 000 et 20 000 avant et arrière.
Outre la fabrication de véhicules de transport légers, Force Motors fabrique également des moteurs et des essieux, ainsi qu'une grande variété de pièces en aluminium moulé sous pression. 
Les concessionnaires Force Motors sont présents sur tout le territoire indien. La société exporte également vers divers pays d'Afrique, d'Amérique latine, de l'ASACR et de l'ANASE, les pays du Golfe et l'Allemagne.

## Modèles
Force Motors fabrique des petits véhicules utilitaires, des véhicules utilitaires légers, des véhicules polyvalents, des véhicules spéciaux tout terrain et des tracteurs agricoles.
- Véhicules utilitaires légers : Gamme de véhicules pour les particuliers (y compris Traveller 26, autobus scolaires, ambulances, véhicule d'intervention rapide, Royale).
- Petits véhicules utilitaires : Trump 40.
- Véhicules utilitaires multiples : Trax (y compris Toofan, Cruiser, Cruiser, Cruiser Deluxe), Kargo King.
- Véhicules spéciaux tout-terrain : Force Gurkha.
- Véhicules agricoles : Tracteurs Balwan, tracteurs de vergers.
- Véhicules utilitaires sport : SUV Force One produit de 2011 à 2016.

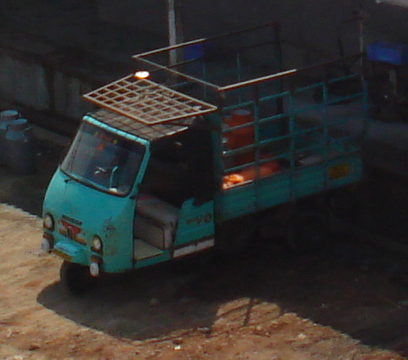
Bajaj Tempo Minidor.
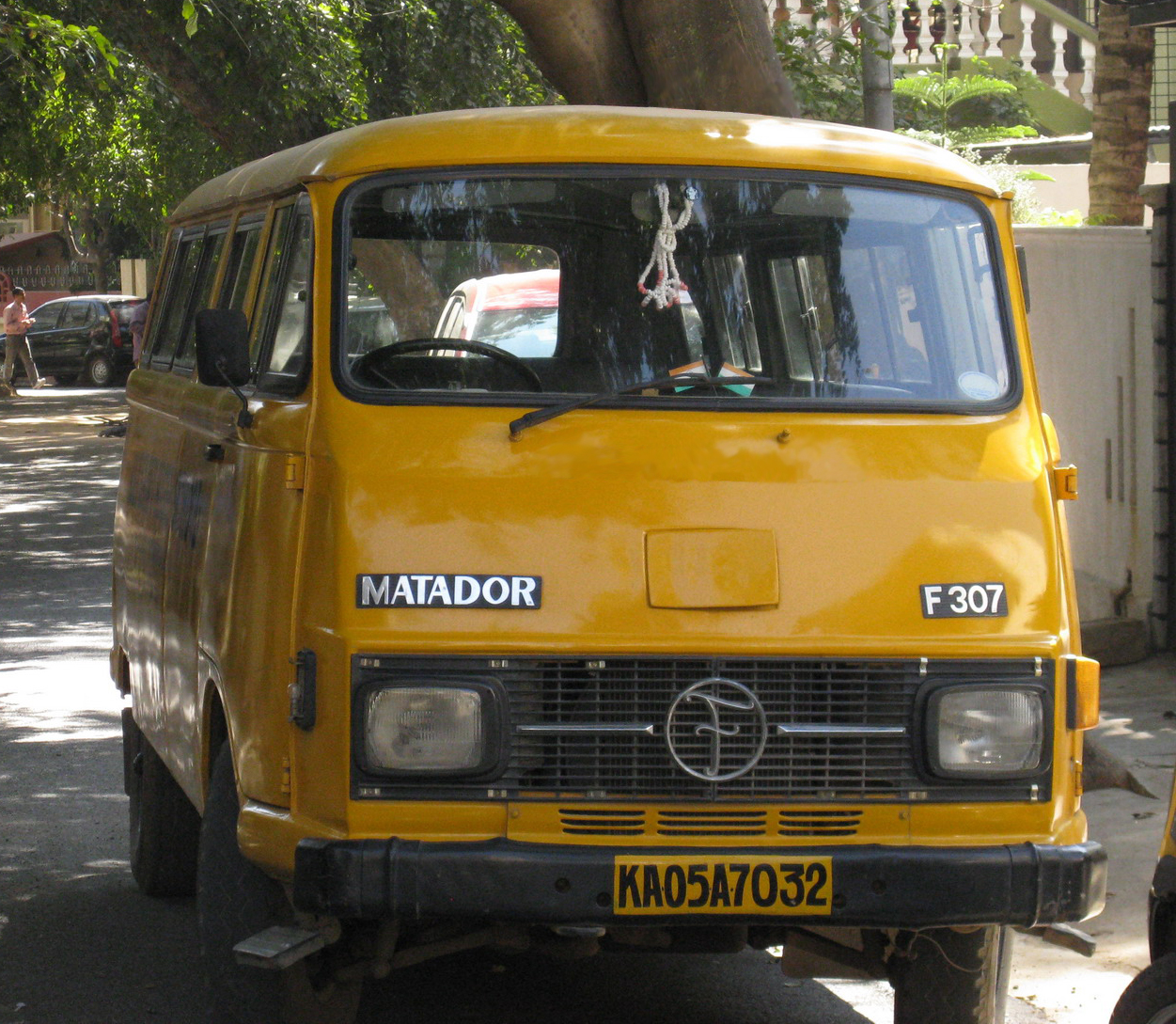
Tempo Bajaj Matador.
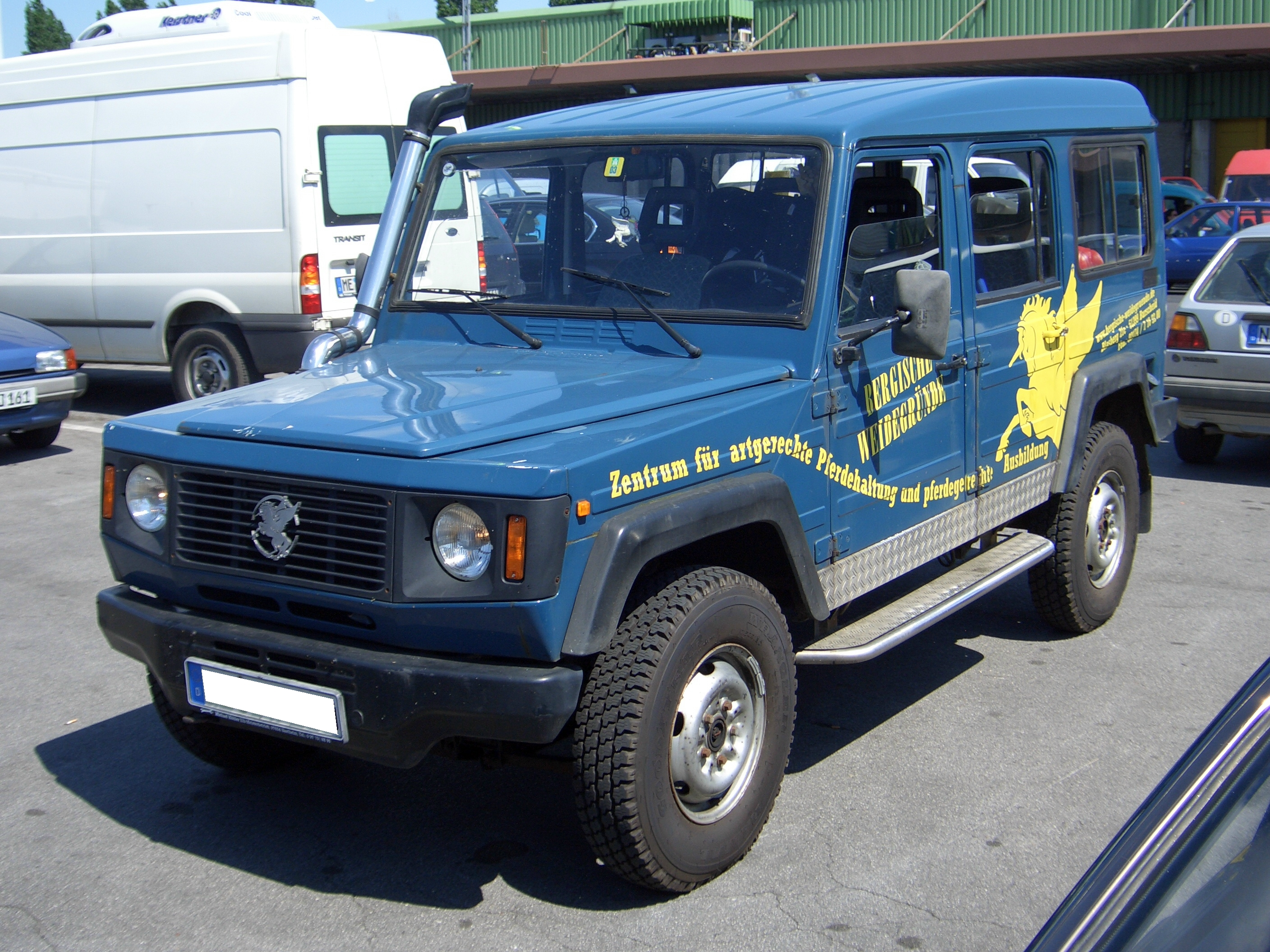
4x4 Force Trax.
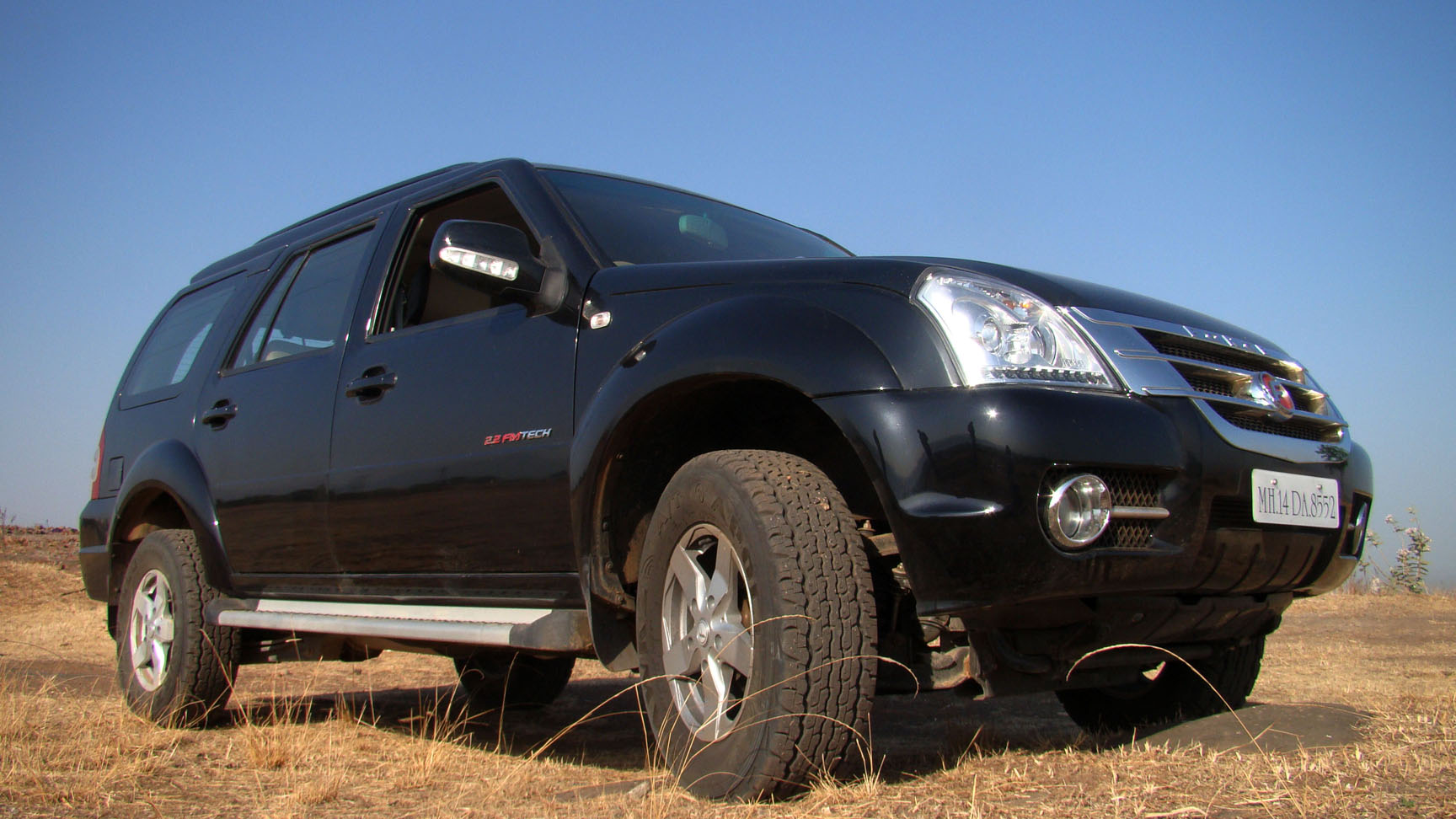
Le SUV de Force Motors.